# (33772) 1999 RF145
1999 RF145 (asteroide 33772) é um asteroide da cintura principal. Possui uma excentricidade de 0.10364040 e uma inclinação de 6.99181º.
Este asteroide foi descoberto no dia 9 de setembro de 1999 por LINEAR em Socorro.